# Peter MacNicol
Peter MacNicol (Dallas, Texas; 10 de abril de 1954) es un actor estadounidense.

## Biografía
Ganó el Theatre World Award en 1982 por Crimes of the Heart.
Es muy conocido por haber interpretado a John Cage en la serie televisiva Ally McBeal (1997-2002) y Tom Lennox en 24, aunque también participó en películas como la secuela de Los Cazafantasmas (1989) y en Bean (1997). Destacó también en el papel de Thomas Renfield en la película Dracula: Dead and Loving It (1995) y especialmente en La decisión de Sophie (1982) como Stingo. 

## Filmografía

### Cine y televisión
- Enredados Otra Vez: La Serie (2017-2020): Nigel el Asesor
- The Big Bang Theory (2018): Dr. Wolcott
- CSI: Cyber (2015)
- Agents of S.H.I.E.L.D. (2013-2015): Elliot Randolph (dos episodios)
- Battleship (2012): Secretario de Defensa
- Batman: Arkham City (2011): voz de El Sombrerero Loco
- Anatomía de Grey (2010-...); Doctor Stark.
- The Spectacular Spider-Man (2008-2009); Doctor Octopus
- 24 (2007)
- Harvey Birdman, abogado (2003-hasta hoy): X el Eliminador
- NUMB3RS (2005-2010)
- Liga de la Justicia Ilimitada (2005): Cronos
- The Batman (2004-2008): Dr.Langstrom/Man-Bat
- Danny Phantom (2004-2005): Sidney Poindexter (invitado especial)
- Breakin' All the Rules (2004)
- Crazy Love (2003)
- Baby Geniuses (1999)
- Bean (1997): David Langley
- Ally McBeal (1997-2002)
- Dracula: Dead and Loving It (1995): Thomas Renfield
- Chicago Hope (1994-1995)
- Radioland Murders (1994)
- Addams Family Values (1993): Gary Granger
- HouseSitter (1992)
- Cheers (1992)
- Cazafantasmas 2 (1989): Dr. Janosz Poha
- La decisión de Sophie (1982): Stingo
- Dragonslayer (1981): Galen Bradwarden